# Бар'єр тиску
Бар'єр тиску (рос. барьер давления; англ. pressure barrier; нім. Drucksperre, Durckschranke) — у газо- нафтовидобуванні — зона підвищеного пластового тиску, що створюється шляхом закачування води в нагнітальні свердловини внутрішньоконтурного ряду для запобігання перетіканням рідини або газу між сусідніми ділянками покладу.